# Karl Albrecht

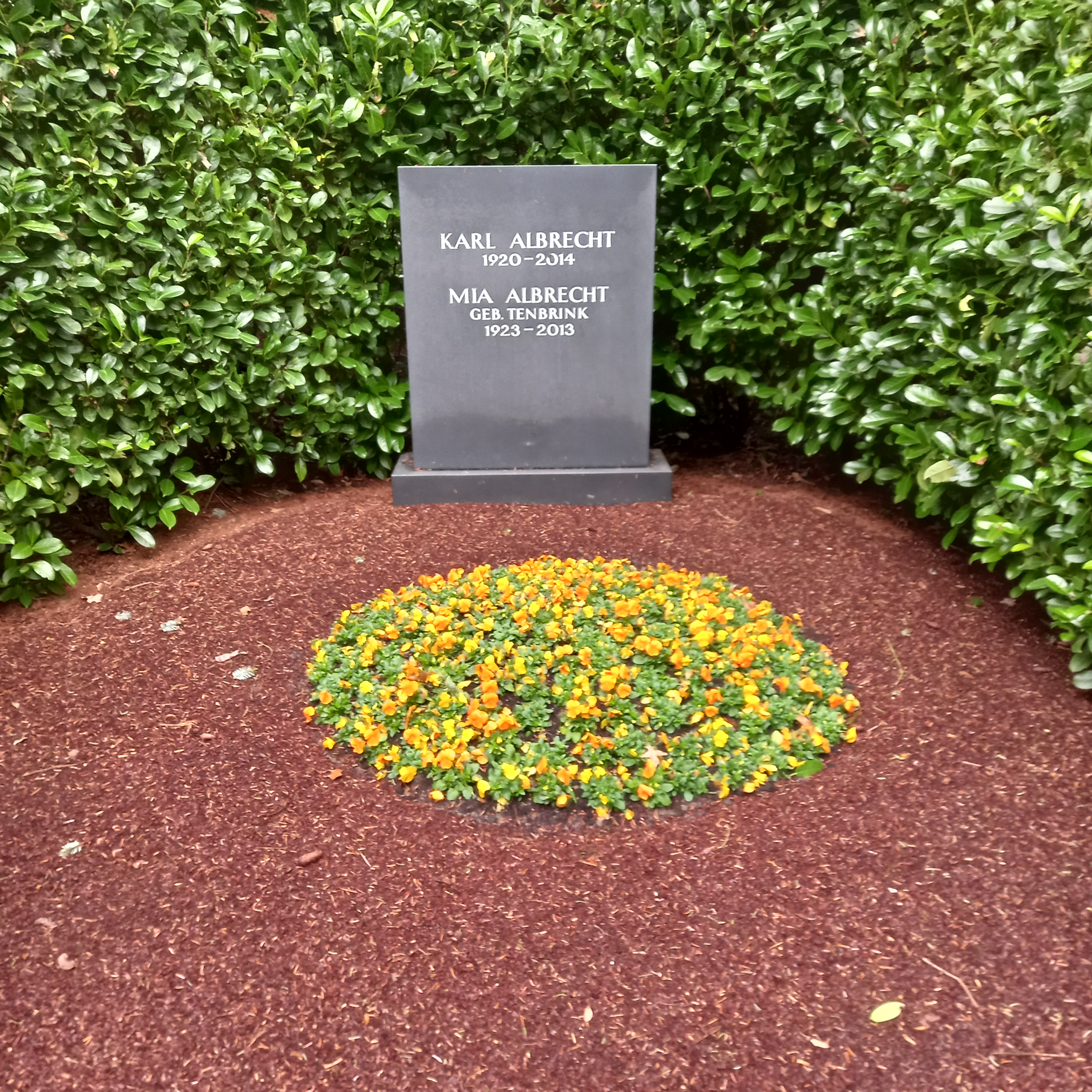
Das Grab von Karl Albrecht und seiner Ehefrau Mia geborene Tenbrink auf dem Friedhof Bredeney in Essen

Logo ALDI Süd

Karl Hans Albrecht (* 20. Februar 1920 in Essen; † 16. Juli 2014 ebenda) war ein deutscher Unternehmer. Der Gründer von Aldi Süd war 2014 mit einem geschätzten Gesamtvermögen von ungefähr 18,3 Milliarden Euro der reichste Mensch Deutschlands.

## Biografie

### Familie und Ausbildung (1920–1936)
Karl Albrecht und sein jüngerer Bruder Theo (1922–2010) wuchsen im damaligen Essener Arbeiterviertel Schonnebeck auf. Ihr Vater Karl Albrecht senior (1886–1943) war gelernter Bäcker und machte sich 1913 als Brothändler mit einem Laden in der Huestraße 87 in Essen-Schonnebeck selbständig. Seine Frau Anna Albrecht (geb. Siepmann) (1886–1970) führte die Geschäfte mindestens während des Kriegsdienstes von Karl Albrecht senior und blieb auch nach Übernahme des Unternehmens durch die Söhne bis 1960 Mitglied der Geschäftsleitung. 1919 wurde das Geschäft in das Nachbarhaus Huestraße 89 (auch Ursprungs-Aldi genannt) verlegt, das Ende November 2020 geschlossen wurde.

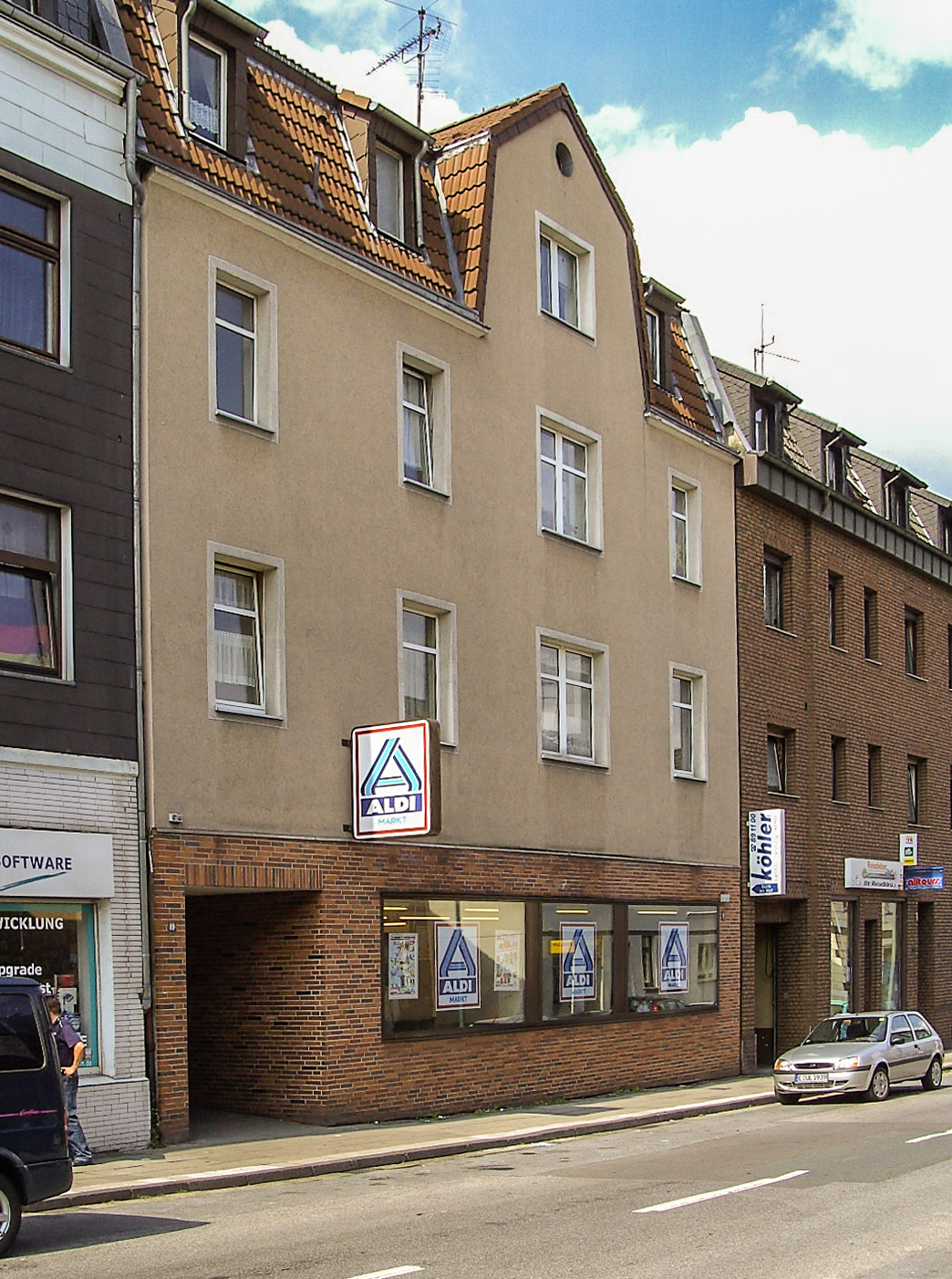
Ursprungs-Aldi auf der Huestraße 89 in Essen-Schonnebeck im Jahr 2006 (2020 geschlossen)

Wie auch sein Bruder Theo half Karl Albrecht im elterlichen Geschäft mit, indem er z. B. bei den Kunden offene Rechnungen kassierte. Im Anschluss an die Schulzeit absolvierte er eine Lehre im Feinkostgeschäft Weiler, von dem es noch bis 2023 eine Niederlassung in Essen-Bredeney gab.

### Soldat im Zweiten Weltkrieg und Nachkriegszeit
Ab 1939 war Albrecht Soldat in der Wehrmacht und nahm am Krieg gegen die Sowjetunion teil. 1941 wurde er in der Schlacht um Moskau schwer verwundet und entging nach eigenen Angaben nur knapp einer Beinamputation.
Nach dem Zweiten Weltkrieg übernahm Karl Albrecht mit seinem Bruder Theo 1946 das elterliche Lebensmittelgeschäft, die damalige Albrecht KG (Vorläuferunternehmen von Aldi Süd und Aldi Nord). In den folgenden 15 Jahren gründeten die Brüder zahlreiche neue Filialen, auch über das Ruhrgebiet hinaus. 1959 erwirtschaften 300 Filialen bereits einen Umsatz von 90 Millionen DM.

### Gründung von Aldi Süd (1961)
1961 trennten die Brüder ihre Kette in zwei Teile nördlich und südlich der Ruhr. Karl Albrecht leitete fortan Aldi Süd mit Sitz in Mülheim an der Ruhr, Theo Albrecht Aldi Nord mit Sitz in Essen. Der erste Aldi-Markt heutiger Prägung als Discounter wurde 1962 in Dortmund eröffnet – der Name Aldi leitet sich von Albrecht Diskont ab.

### Reichster Mensch in Deutschland
Das US-Wirtschaftsmagazin Forbes führte Albrecht im März 2014 auf dem ersten Platz der reichsten Deutschen. Das Gesamtvermögen von Karl Albrecht wurde zu diesem Zeitpunkt auf ca. 18,3 Milliarden Euro geschätzt. Mit einem umgerechneten Vermögensgewinn von einer halben Million Euro pro Stunde gehörte Albrecht zu den bestverdienenden Deutschen aller Zeiten.

### Privates
Es sind nur sehr wenige Informationen über Albrecht bekannt, z. B. dass er ein gläubiger Katholik und 67 Jahre lang mit Mia Albrecht (geb. Tenbrink, 1923–2013) verheiratet war. Albrecht war zudem Vater zweier Kinder, Karl Albrecht junior (* 1947) und Beate Heister, geborene Albrecht. Er hatte sechs Enkelkinder, die alle von seiner Tochter stammen. Er wohnte in einer Nachkriegsvilla in Essen-Schuir.
Albrecht war Golfspieler und besaß ein eigenes Hotel, das er 1976 als Öschberghof bei Donaueschingen erbauen ließ und zu dem ein Golfplatz mit 27 Löchern gehört. In der Nähe dieses Hotels (etwa 1,5 km nördlich) hatte er ein Ferienhaus in Aasen. Er züchtete angeblich Orchideen. Heute gehört das Golfhotel Öschberghof zu Aldi-Süd und wird von der Regionalgesellschaft Donaueschingen geführt.
Aus dem operativen Geschäft von Aldi Süd zog sich Albrecht 1994 zurück und übernahm den Aufsichtsratsvorsitz. Diesen gab er Anfang 2002 ebenfalls auf. Das Unternehmen wurde nun ausschließlich von familienfremden Managern geleitet. Albrecht brachte sein Gesamtvermögen in die nicht auflösbare Siepmann-Stiftung mit Sitz in Eichenau (Landkreis Fürstenfeldbruck) ein. Für den Todesfall kaufte er sich 1997 eine Grabstelle auf dem städtischen Friedhof in Essen-Bredeney. Am 16. Juli 2014 verstarb Karl Albrecht im Alter von 94 Jahren in seiner Geburtsstadt Essen.

### Zurückgezogenheit
Karl Albrecht zog sich schon Mitte der 1950er-Jahre ganz aus der Öffentlichkeit zurück. Sein Privatleben hielt er bedeckt. Er galt als medienscheu, verschleierte seine Identität und lehnte alle Arten von Interviews ab. Erst kurz vor seinem Tod traf er sich mit einem Journalisten zu einem Gespräch.
Obwohl Albrecht seit den 1970er-Jahren der reichste Mensch Deutschlands war, existierten in den Medien keine Filmaufnahmen, lediglich drei ältere Fotos waren der Presse in Deutschland bekannt. Auf vielen Fotos wurde Karl Albrecht irrtümlich mit seinem 2010 verstorbenen Bruder Theo (Filmaufnahmen nach dessen Entführung 1971 sind vorhanden) verwechselt. Eine überlieferte (und authentische) geschäftliche Äußerung tätigte Karl Albrecht 1953 auf einem Treffen des Lebensmittelverbandes NRW. Er äußerte sich wie folgt über die Aldi-Prinzipien: „Seit 1950 verfolgen wir neben dem Grundsatz des kleinen Warenangebotes den des niedrigen Preises.“ In dem Gespräch mit Matthias Müller von Blumencron 2014 ergänzte er: „Was man erreichen muss“, so Karl Albrecht, „ist, dass der Kunde den Glauben gewinnt, nirgendwo billiger einkaufen zu können.“. Auch sein Tod selbst wurde erst fünf Tage später, am Tag seiner Beisetzung, der Öffentlichkeit bekannt.

## TV-Dokumentation über die Geschichte der Familie Albrecht
- Die Aldi-Story. Dokumentation, Deutschland, 2014, 45 Min., Buch und Regie: Sebastian Dehnhardt und Manfred Oldenburg, Produktion: ZDF, Erstsendung: 9. Dezember 2014
- Die ALDI-Brüder. Dokudrama, Deutschland, 2018, 88 Min., Regie: Raymond Ley, Produktion WDR, Erstsendung: 22. Oktober 2018